# 北海道道818号発足線
北海道道818号発足線（ほっかいどうどう818ごう はったりせん）は、北海道岩内郡共和町内を結ぶ一般道道（北海道道）である。

## 概要

### 路線データ
- 起点：北海道岩内郡共和町発足（共和ダム付近）
- 終点：北海道岩内郡共和町宮丘（北海道道569号蕨台古平線交点）
- 総延長：5.853 km
- 実延長：5.796 km
- 重用延長：0.057 km

### 道路管理者
- 後志総合振興局 小樽建設管理部 共和出張所

## 歴史
- 1974年（昭和49年）3月31日 - 路線認定[1]。

## 路線状況

### 道路施設

#### 主な橋梁
- リヤムナイ橋（24 m、リヤムナイ川、共和町発足）
- 農検橋（41 m、リヤムナイ川、共和町発足）

## 地理

### 通過する自治体
- 後志総合振興局
  - 岩内郡共和町

### 交差する道路
共和町
- 北海道道1178号泊共和線 - 発足
- 北海道道269号蕨岱国富停車場線 - 発足
- 北海道道1174号発足前田線 - 発足
- 北海道道569号蕨台古平線 - 宮丘（終点）

### 沿線にある施設など
共和町
- 共和ダム
- 発足郵便局
- 共和町立北辰小学校